# Leo Picard
Leo Picard (Antwerpen, 4 november 1888 - Gent, 26 november 1981) werd bekend als de hoofdredacteur van het activistische dagblad De Vlaamsche Post. Hij werd later redacteur bij de Nederlandse krant Het Vaderland en de Belgische krant De Standaard.

## Biografie

### Jeugd en opleiding
Leo Picard werd geboren te Antwerpen, als zoon van een onderwijzer. Na de lagere school bezocht Picard het Koninklijk Atheneum te Antwerpen, waar hij onder andere les kreeg van Pol De Mont. Een conflict met een leraar maakte echter voortijdig een einde aan zijn studies daar: hij werd weggestuurd. Zijn diploma van middelbaar onderwijs behaalde hij dan een jaar eerder dan zijn vroegere klasgenoten voor de centrale examencommissie. Hij vatte studies aan op het Rijkshogerhandelsinstituut, maar dit viel hem tegen.
In 1905 schreef hij zich in aan de Gentse universiteit als student Geschiedenis. In Gent sloot hij zich aan bij de door Julius Mac Leod gestichte studentenvereniging Ter Waarheid. Men trof hem ook vaak aan in Brussel, waar hij Eugène Cantillon, Derk Hoek en Carel Gerretson leerde kennen. Aan de universiteit was Henri Pirenne zijn leermeester, maar een Belgisch nationaal gevoel hield Picard hier niet aan over. Tijdens zijn studies vertrok hij als lichtmatroos naar Argentinië, waar hij onvergetelijke herinneringen aan over hield. In 1913 keerde hij naar Gent terug. In 1914 had hij zijn studies voltooid, op zijn thesis na. Die zou hij maken over de verdeling van het grondbezit in de Kempen, een onderwerp dat Pirenne hem had aanbevolen. De omstandigheden (Eerste Wereldoorlog) verhinderden hem dit af te maken.

### Activisme
Toen de oorlog uitbrak, diende Picard even bij de burgerwacht te Antwerpen. Kort voor de bezetting van Gent keerde hij echter terug vanuit Antwerpen, via Zeeland en Eeklo in Gent, waar hij zijn verloofde terugzag. Hij voegde zich bij de groep van Marcel Minnaert. Tijdens een informele samenkomst van die groep op 14 oktober, twee dagen na de bezetting van Gent, werd door de groep besloten een vast verband te vormen, en regelmatig te vergaderen. Ze kozen de naam Jong-Vlaanderen, naar de Jong-Turkse beweging. De Jong-Vlamingen stelden dat Vlaanderen belang had bij een Duitse overwinning en daarvan gebruik moest maken. Volgens de activisten was het Vlaamse volk te diep gezonken om zelf vrijwillig aan zijn bevrijding te kunnen meewerken. Picard benadrukte al erg vroeg het belang van propaganda onder het volk, en wees daarbij op de mogelijkheden van een eigen krant. Met Duits geld verscheen op 22 februari 1915 De Vlaamsche Post, met Picard als hoofdredacteur.
In het voorjaar van 1915 waren er al barsten in de groep zichtbaar. Begin april werd er voor het eerst kritiek geuit op een artikel van Picard tijdens de vergadering van de groep. Picard bleek voorstander van een Vlaanderen, dat bestuurlijk van Wallonië zou gescheiden zijn. Hij kwam hierdoor in scherpe tegenstelling met groepsleden als Jan Derk Domela Nieuwenhuis Nyegaard, Reimond Kimpe en Antoon Thiry, die de vernietiging van België nastreefden. De verschillen werden steeds scherper en op 2 september verliet hij de groep, samen met zijn vrienden Jules van Roy, Jozef Boulengier, Frans Primo en August Remouchamps. Picard zag in dat er in Gent voor hem niets meer te bereiken viel en vertrok naar Nederland, waar hij in de groep rond Gerretson terechtkwam. In het begin verdiende hij wat geld door freelance journalistiek, terwijl zijn vrouw les gaf aan een Belgisch meisje dat te Rotterdam verbleef. Via Friedrich Wichert kreeg hij een job bij de Duitse legatie, waar hij overzichten moest maken van de Belgische pers. In 1918 werd hij redacteur bij het Haagse liberale blad Het Vaderland. Hij gaf, in eigen beheer, ook nog het blaadje De Vlaamsche Gedachte uit.
Na afloop van de Eerste Wereldoorlog was Picard groot tegenstander van een annexionistisch, versterkt België, want dit zou de dood van het Vlaamse volk betekenen. Daarom moest de Belgische neutraliteit versterkt worden. Ook na de oorlog bleef hij de ontwikkelingen van België en de Vlaamse Beweging volgen. Via zijn brieven had hij een grote invloed op Herman Vos, die een belangrijke rol speelde in de Frontpartij. Hij betreurde het afglijden van de Vlaamse Beweging in een al te doctrinaire politiek.

### Journalist
Tijdens de Tweede Wereldoorlog was hij voorstander van een compromisvrede met nazi-Duitsland. De Duitsers sloten hem tweemaal op in de gevangenis van Scheveningen (Oranjehotel) en in 1943 dwongen ze Het Vaderland hem te ontslaan. De Nederlandse Commissie voor de Perszuivering legde hem na de oorlog bovendien een schrijfverbod voor twee jaar op.
In 1946 keerde hij terug naar België, waar hij redacteur buitenland werd bij De Standaard. In zijn artikelen nam hij afstand van een al te pro-Amerikaanse visie op de Koude Oorlog. Na zijn pensioen bleef hij nog losse bijdragen leveren aan De Standaard en De Nieuwe.

## Publicaties
- Van Vlaamse Beweging tot sociale revolutie, Antwerpen, 1961
- Geschiedenis van de Vlaamse en Groot-Nederlandse Beweging, deel 1 en 2, Antwerpen, 1937 en 1959.